# ریف (شرکت)
ریف (انگلیسی: Reef) شرکت تجهیزات ورزشی آمریکایی است، که در سال ۱۹۸۴ توسط سانتیاگو آگوئره تأسیس شد.